# Cardiochlamydeae
Cardiochlamydeae, tribus slakovki, dio potporodice  Convolvuloideae. Sastoji se od 7 rodova a tipični je Cardiochlamys s dvije vrste kamefita s Madagaskara.
Cardiochlamyeae je ortografska greška.

## Rodovi
1. Tribus Cardiochlamydeae Stefanovic & D.F.Austin
  1. Cordisepalum Verdc. (2 spp.)
  2. Cardiochlamys Oliv. (2 spp.)
  3. Dinetus Buch.-Ham. ex D. Don (8 spp.)
  4. Porana Burm.fil. (1 spp.)
  5. Duperreya Gaudich. (3 spp.)
  6. Poranopsis Roberty (3 spp.)
  7. Tridynamia Gagnep. (4 spp.)